# Ptinus tectus
Ptinus tectus, numit adesea gândacul-păianjen australian, este o specie de gândac din familia Ptinidae,  sau familia Anobiidae, subfamilia Ptininae.  Este o specie cosmopolită (a ajuns în Europa și Marea Britanie din Australia în 1900). Este un dăunător al alimentelor depozitate și al specimenelor de muzeu.
P. tectus Boieldieu, 1856 este numele cel mai des folosit pentru această specie. Unele lucrări menționează încă Ptinus ocellus Brown, 1929. 

## Biologie

### Descriere
Gândacul-păianjen australian ( Pictus tectus ) măsoară 2,5–4 mm lungime și este colorat brun închis. Adulții au piese bucale care mușcă, un torace bine dezvoltat și antene cu 11 segmente. Caracteristicile care le dau un aspect asemănător unui păianjen includ un corp robust, îngustarea pronunțată a scutului gâtului și 6 picioare lungi și subțiri cu tarsuri cu 5 segmente. 

### Ciclu de viață
Gândacul-păianjen australian depune 100-120 de ouă lipicioase într-o perioadă de 4-5 săptămâni la începutul verii, fie individual, fie în loturi mici. La 20-25 °C ouăle eclozează în 3–16 zile, producând larve cărnoase, curbate, acoperite cu peri fini și relativ imobile. Dezvoltarea larvelor durează cel puțin 6 săptămâni, timp în care larvele năpârlesc de 4 sau 5 ori. Larvele în ultimul stagiu de dezvoltare rătăcesc în căutarea unui loc unde țes un cocon în care să se împupeze. Adulții apar după 20 - 30 de zile și vor trăi până la 12 luni.
La 70% RH (umiditate relativă a aerului), dezvoltarea Ptinus tectus de la depunerea ouălor până la ieșirea adultului din cocon durează în medie aproximativ 62 de zile la 23-25 °C; la 15 °C timpul necesar este de aproximativ 130 de zile. Temperatura minimă la care poate avea loc dezvoltarea completă este 10 °C, iar maxima este între 28 și 30 °C. Ouăle și larvele expuse la temperaturi de 28 °C suferă o mortalitate considerabilă. 

## Dăunător domestic
Specia este considerată un dăunător în muzee. Este înregistrată din cel puțin 55 de muzee și case istorice din Regatul Unit.

## Linkuri externe
- Imagini de diagnostic Padil Arhivat în 25 ianuarie 2020, la Wayback Machine. (ca P. ocellus Brown, 1929)
- Distribuția Ptinus tectus din Marea Britanie la National Biodiversity Network Gateway
- Imagini cu Ptinus tectus la Coleoptera.org Arhivat în 21 decembrie 2022, la Wayback Machine.